# Doliodus
Doliodus è un genere estinto di pesci cartilaginei vissuto nel Devoniano inferiore, noto principalmente per la specie Doliodus problematicus. Questo fossile ha un ruolo chiave nella comprensione dell’evoluzione dei primi squali e della loro relazione con i pesci ossei. Un'altra specie è D. latispinosus.

## Scoperta e significato
Fino alla scoperta di un esemplare quasi completo in Canada nel 1997, Doliodus era conosciuto solo attraverso denti fossili, e ciò rendeva difficile la sua classificazione. Il nuovo ritrovamento ha permesso ai paleontologi di studiarne l'anatomia in dettaglio, rivelando caratteristiche che sfidano le tradizionali distinzioni tra squali e acantodi, un gruppo estinto di pesci spinosi.
Una delle caratteristiche più sorprendenti di Doliodus è la presenza di spine pettorali accoppiate, un tratto precedentemente sconosciuto nei pesci cartilaginei ma comune negli acantodi. Questo suggerisce che le relazioni evolutive tra squali e pesci ossei siano più complesse di quanto si pensasse in precedenza.

## Evoluzione e relazioni filogenetiche
Gli squali e i pesci ossei condividono un antenato comune risalente al Siluriano (circa 440 milioni di anni fa). Durante il Devoniano (416-359 milioni di anni fa), i primi pesci a mascelle iniziarono a diversificarsi, dando origine sia agli squali (condritti) sia ai pesci ossei (osteitti).
I denti di Doliodus mostrano un’organizzazione a file simile a quella degli squali moderni, suggerendo che già 400 milioni di anni fa questi animali avessero sviluppato una dentatura complessa. Tuttavia, alcune caratteristiche scheletriche ricordano quelle degli acantodi, suggerendo che Doliodus possa rappresentare un anello di congiunzione tra questi due gruppi.

## Distribuzione e paleoecologia
Fossili di Doliodus sono stati trovati principalmente in Canada, in sedimenti marini risalenti a circa 407 milioni di anni fa. Questo ambiente comprendeva una fauna variegata, tra cui placodermi, acantodi e grandi euripteridi (scorpioni marini giganti).
La presenza di spine pettorali potrebbe aver fornito a Doliodus una protezione contro i predatori, oppure potrebbe essere stata un adattamento legato alla selezione sessuale.